# Энглин (поэтическая форма)
Энглин (валл. Englyn) — традиционная валлийская и корнская короткая поэтическая форма. В энглине используются количественные метры, включающие определённое количество слогов и фиксированный порядок рифмы и полу-рифмы. Каждая строка содержит повторяющийся набор согласных и ударение, известное как кинханед.

## Типы энглинов
Существует восемь типов энглинов:
1. Englyn penfyr (краткосложный энглин)
2. Englyn milwr («солдатский» энглин)

Оба эти размера применяются только в самой ранней валлийской поэзии и полностью выходят из употребления к XII в.[1]
3. Englyn unodl union
4. Englyn unodl crwca
5. Englyn cyrch
6. Englyn proest dalgron
7. Englyn lleddfbroest
8. Englyn proest gadwynog

### Краткосложный энглин
Строфа краткосложного энглина (englyn penfyr) состоит из трёх строк: десятисложной и двух семисложных с общей основной рифмой; в конце первой строки после основной рифмы используется один, два или три слога, подхватываемые аллитерацией или рифмой в первой половине второй строки.

### Солдатский энглин
Строфа «солдатского» энглина (englyn milwr) включает три семисложные строки, объединённые рифмой.